# Erika Yamada
Erika Yamada es un personaje ficticio del videojuego: Ju-on The Grudge. La historia del videojuego se desenvuelve con ella como  protagonista, quien vive con su familia en la casa de los Saeki,donde estos son asesinados por la maldición de Kayako,Toshio y Takeo.
Recorriendo la fábrica
La mascota de la familia "Ivy" se pierde mientras deambula fuera del domicilio de los Saeki, Erika alcanza a verlo y lo sigue hasta una fábrica abandonada. De pronto oscurece y Erika teme que algo malo le haya ocurrido a Ivy y al mismo tiempo teme a su familia por culpar la como responsable de Ivy. Erika  toma una linterna con dos baterías y se adentra en la fábrica, al entrar es atacada por Toshio constantemente  y cerca de encontrar a Ivy es atacada por Kayako pero esta logra escapar por un  ascensor. En el  ve algo moverse en el fondo, era Ivy llorando como si  estuviese lastimado, al bajar por el ascensor este se traba y mucho pelo comienza a entrar por el.Cuando parece ser que es demasiado tarde,Ivy se sacrifica para salvar a Erika.
Casa Maldita
Erika sintiéndose culpable por la muerte de Ivy, regresa a su casa en la madrugada preguntándose quien era la aterradora mujer que la perseguía llamando a sus padres y a su hermano. Al ver que nadie ha llegado todavía trata de salir pero la puerta estaba cubierta de pelo, así que decide subir cuando es atacada por Kayako,la protagonista logra escapar y  llama a su padre. Erika escucha el ruido del teléfono de su padre  en el ático, así que decide subir  pero  cuando llega al ático encuentra a su padre muerto. en ese momento  Kayako la ataca y Erika oye el ladrido de Ivy pero ese no era Ivy sino Toshio quien en vez de maullar ladraba.  Kayako se arrastra por las escaleras y atrapa a Erika. Kakyako la arrastra hasta el ático y en  la escena final se muestra a Erika muerta, escuchándose  de fondo el terrible traqueteo de Kayako.